# Amalophyllon miraculum
Amalophyllon miraculum es una especie de planta de la familia Gesneriaceae, endémica de los Andes ecuatorianos. Fue descubierta en Centinela, Ecuador, en 2024. La planta es pequeña y litófita obligada. Vive cerca de cascadas debido a su necesidad de humedad constante.
Esta pequeña planta de hojas dentadas y diminutas flores blancas fue llamada "miraculum" porque es milagroso que la especie sobreviviera después de haberse creído extinta.